# Monolith Soft
Monolith Soft是一家日本的电子娱乐公司，主要业务为开发电子游戏。它曾为PlayStation 2、任天堂GameCube、任天堂DS、Wii以及手机等平台开发过不同类型的游戏。公司开发了著名的科幻RPG电子游戏異域傳說系列，还有在任天堂GameCube平台上受到好评的霸天开拓史系列。此外公司还接受游戏外包服务。原为日本电子游戏公司南夢宮（現萬代南夢宮娛樂）出資成立並持有，现为日本电子游戏巨头任天堂的旗下子公司。
因为受到管理政策差异等原因，杉浦博英、高橋哲哉和本根康之从史克威爾退社；1999年10月1日，由南梦宫出资成立Monolith Soft，杉浦博英担任公司总裁兼首席执行官，公司地址位于东京都目黑區。2007年4月，已合并后的萬代南夢宮控股宣布将旗下子公司萬代南夢宮遊戲手中持有的Monolith Soft的96%股份中的8成出售给任天堂，此交易已于2007年5月1日完成，Monolith Soft成为任天堂旗下的子公司。2011年，任天堂终于将剩余的16%股份全部收购，Monolith Soft开始专注于为任天堂及其硬件平台开发游戏软件。2011年7月8日，公司宣布在日本京都市的四条烏丸成立了一个新的研发工作室。京都市是任天堂总部的所在地，此前Monolith Soft的总部自2002年起一直在东京都的目黑區。此举被看作是加强与任天堂总部的联系。2024年12月，高橋哲哉、杉浦博英和本根康之賣出手上的股權給任天堂，至此Monolith Soft正式成為任天堂旗下的全資子公司。

## 历史

### 始源
Monolith Soft创始人高桥哲哉曾先后在游戏公司日本Falcom和史克威尔工作。在史克威尔就职时，他和后来的妻子田中香（即嵯峨空哉）参加了多款最终幻想系列游戏制作。在《最终幻想VII》立项阶段，二人提交一份阴暗主题的企划书。尽管此其基调不适合最终幻想系列，但系列生父、史克威尔时任副社长坂口博信对此想法表示青睐，提案另行立项。该项目即《异度装甲》，高桥哲哉担任总监并与田中香共同编剧。但游戏发售后，史克威尔对销售成绩不满，不再支持续作开发。
1999年，高桥哲哉和同样不满史克威尔压抑创作环境的杉浦博英决定，辞职自办公司制作游戏。他们希望依附于大型发行商，但多数公司表示Monolith Soft是独立公司。惟南梦宫表示了接纳意向：南梦宫以母公司身份提供物流销售等支持，Monolith Soft作为子公司专注开发。南梦宫创始人中村雅哉亦对此案表示支持。1999年10月1日，高桥哲哉、杉浦博英和本根康之共同在横滨创办公司。本根康之同为原史克威尔雇员，曾在《异度装甲》开发中同高桥哲哉合作。一些1990年代的史克威尔雇员后有自创公司；如同Sacnoth、Love-de-Lic、雾行者等公司，Monolith Soft亦为其一。

### 南梦宫时期
Monolist Soft的首款作品《异度装甲》精神续作、PlayStation 2角色扮演游戏《异度传说 一章》。游戏于2000年募集人手后开发，制作周期约两年。该作由高桥哲哉和田中香编剧，计划制作为六部曲。2001年，南梦宫方的野口伸二和Monolith Soft方的野村匡提出，在任天堂GameCube上制作一款全新作品。此作即《霸天开拓史 永恒之翼与失落之海》。游戏于立意诞生半年后开始制作，本根担任总监。Monolith Soft将公司分为两组，分别开发《异度传说》和《霸天开拓史》；其中后者由公司年轻力量主导制作。当时tri-Crescendo亦向南梦宫呈交了类似提案，故南梦宫委派两家公司合作开发《霸天开拓史》。2003年，任天堂时任社长岩田聪请本根为任天堂GameCube开发地球冒险系列新作，但系列生父糸井重里否决了本根的概念设计。
《异度传说 一章》发行后，高桥和杉浦检讨公司内部结构，认为现时主创年龄过大，与公司培养年轻人的理念相左。故高桥将异度传说系列开发工作交给年轻职员，自己卸下领导职务，通过撰写剧本大纲来指导系列开发。他亦因此从单一系列脱身，兼顾公司其他项目。2002年5月，Monolith Soft办公地点从横滨搬迁到位於东京都目黑区，剛落成啟用不久的中目黑Gate Town。异度传说系列第二作《异度传说 二章》由新团队开发。《二章》开发期间，Monolith Soft还和Tom Create、南梦宫移动合作开发了手机游戏《异度传说 Pied Piper》。《Pied Piper》为田中香最后参与的异度传说系列游戏。2003年，Monolith Soft提案制作收录南梦宫和卡普空游戏角色的跨界游戏，该作即《南夢宮X卡普空》，开发周期为两年。
2006年内有四款Monolith Soft游戏面世，即《地狱犬的挽歌 最终幻想VII》《异度传说I&II》《异度传说 三章》和《霸天开拓史II 创始之翼与诸神之子》。《地狱犬的挽歌》由史克威尔艾尼克斯主导开发，Monolith Soft提供开发协助。《异度传说I&II》是异度传说系列前两作简化版，对应任天堂DS平台，也是Monolith Soft首款掌机游戏。该作由Monolith Soft和Tom Create合作开发，部分初代《异度传说》改编动画制作者亦有参与游戏开发。《异度传说 三章》于2004年起开发。新团队将系列原计划的六部曲压缩为三部曲；若游戏商业表现不佳，则系列将画下句点。最终系列的评价和销售表现打击了Monolith Soft开发者的士气。GameCube游戏《霸天开拓史II》依然由Monolith Soft和tri-Crescendo合作开发，并于任天堂新游戏机Wii发售前面世。Monolith Soft还为任天堂DS开发了霸天开拓史系列作品，惟与万代合并后的万代南梦宫叫停了此项目。本根称，公司另计划开发霸天开拓史系列第三作，但其很长一段时间处于开发初期，最终因故取消。

### 任天堂时期
杉浦称，2002年中村雅哉离开领导职务后，Monolith Soft和南梦宫的关系开始走下坡路。Monolith Soft认为南梦宫开始限制创作自由，后来的万代南梦宫亦无意冒创作风险。之后，時任任天堂董事兼營業部長波多野信治接洽Monolith Soft，称任天堂可以保证创意自由。随后Monolith Soft脱离万代南梦宫，成为任天堂的子公司，专为任天堂游戏机开发作品。任天堂2007年4月宣布从万代南梦宫控股手中收购大部分Monolith Soft股份。收购完成后，任天堂以80%的股份成为最大股东，万代南梦宫作为开发伙伴保留16%的股份，高桥、杉浦和本根持有余下的股份。万代南梦宫称，这笔交易可巩固与任天堂之间的关系。2012年，万代南梦宫将余下的400股Monolith Soft股票售予任天堂，令任天堂持有Monolith Soft的股份增加至97%。任天堂此前宣称，不兼并吸收其他工作室或公司；对于此次收购Monolith Soft，岩田聪表示，杉浦和任天堂的关系良好，且两家公司的设计开发理念类似。
2008年，Monolith Soft加入任天堂后的首批作品面世，分别是任天堂DS游戏《靈光守護者》和《无限边界 超级机器人大战OG传说》，以及Wii游戏《天灾 危机之日》。《靈光守護者》是公司首款独立开发的掌机游戏。该作更注重游戏性而非故事，高桥哲哉和田中香等异度传说系列成员参与了开发。《无限边界 超级机器人大战OG传说》是公司与万普合作开发的跨界角色扮演游戏，异度传说系列角色有在其中客串登场。《天灾 危机之日》是Monolith的首款暨唯一一款非角色扮演游戏，其主要目的是展示Wii机能。该作原定2006年发行，但因品质问题加之Monolith Soft不熟悉Wii硬件，最终延期两年面世。在此期间，Monolith Soft还协助开发了《任天堂明星大亂鬥X》。专注角色扮演游戏的Monolith Soft还开发了《龙珠改 赛亚人来袭》。
2006年中期，高桥开始酝酿全新项目。他构思了人们生活在交战巨神身上的创意，并和本根制作了两巨神交战的模型。任天堂制作人山上仁志对此表示青睐；2007年，游戏进入开发阶段。高桥后来称，异度传说系列打击了公司的士气，该作则是重振信心的手段。游戏总监是《霸天开拓史II》编剧小岛幸，这是他初试总监一职。游戏淡化了公司早期强调叙事的做法，高桥称这一手法已经落伍。而亦不同于公司之前作品，本作设计时即考虑了日本外市场。因游戏预期内容过多，高桥如同之前项目一样，不情愿地向山上提出一系列建议来缩减规模。山上否决了他的提议，称团队按构思完成作品即可，任天堂会支持这一项目。游戏原定题目「蒙纳多 世界起源」，但岩田聪提出作品名称要呼应高桥此前的《异度装甲》和《异度传说》。此游戏即《异度神剑》。
《异度神剑》于2010年在日本首发，次年西方发行时也意外地叫好叫座。Monolith Soft与万普合作开发的《无限边界 超级机器人大战OG传说超越》亦于2010年面世。其在前作《无限边界 超级机器人大战OG传说》基础上强化了游戏机制，并新增了其他异度传说系列客串角色。2011年，Monolith Soft在京都任天堂总部附近开设新工作室，以方便两家公司交流。虽然起初有所微词，但员工很快搬进并适应了新办公地。京都工作室主要协助Monolith Soft和任天堂内部项目开发，并不创作新项目。此部门协助开发的项目有：《薩爾達傳說 禦天之劍》（2011年）、《来吧！动物森友会》（2012年）、《皮克敏3》（2013年）、《塞尔达传说 众神的三角力量2》（2013年）、《斯普拉遁》（2015年）、《动物森友会 快乐之家设计师》（2015年）、《塞尔达传说 旷野之息》（2017年）、《斯普拉遁2》（2017年）和《集合啦！動物森友會》（2020年）。东京部门除开发异度神剑系列外，亦协助开发《塞尔达传说 旷野之息》（2017年）和《塞尔达传说 王国之泪》（2023年）。
Monolith Soft接着再度同万普合作，开发了任天堂3DS游戏《穿越领域计划》。该作为《南梦宫×卡普空》的精神续作，收录了万代南梦宫、卡普空和世嘉的角色。《异度神剑》问世后，Monolith Soft又开发了续作《异度神剑X》。此游戏为公司首款高清游戏，风格也从故事导向转为开放世界式的玩法导向。因融入多人模式，游戏延期发售，叙事也大幅调整。Monolith Soft还开发了《穿越领域计划2》。续作除调整万代南梦宫、卡普空和世嘉的角色阵容外，还加入了异度神剑系列和任天堂火焰之纹章系列中的角色。
《异度神剑X》开发进入尾声时，Monolith Soft开始为任天堂Switch开发系列新作，即《异度神剑2》。该作融合了初代《异度神剑》的故事导向与《异度神剑X》的玩法和技术。游戏前传《黄金之国伊拉》以追加下载内容（DLC）形式面世。此外，Monolith Soft还募集新员工开发一款奇幻动作游戏。公司于2017年和2018年先后在中目黑和饭田桥开设新工作室。2018年10月，负责异度神剑系列的第一制作组募集员工开发新角色扮演游戏。2019年3月，第二制作组招募人员开发塞尔达传说系列新作。饭田桥工作室于2018年或2019年关闭。2019年4月，随着公司2018－2019财年收入高企，公司在东京都大崎开办新工作室。
2022年，《异度神剑3》发行。
2024年12月，隨著高桥和杉浦各持有的1.25%股份，以及本根持有的0.83%股份全部賣給任天堂（當時任天堂持有Monolith Soft的96.67%股份），最终Monolith Soft成為任天堂的全資子公司。

## 作品

### 主要开发作品
| 年份 | 游戏名称                             | 发售平台       | 发行商                        | 参考          |
| ---- | ------------------------------------ | -------------- | ----------------------------- | ------------- |
| 2002 | 异度传说 一章 权力意志               | PlayStation 2  | 南梦宫                        |               |
| 2003 | 霸天开拓史 永恒之翼与失落之海        | 任天堂GameCube | 南梦宫                        | [ 23 ]        |
| 2004 | 异度传说 Freaks                      | PlayStation 2  | 南梦宫                        | [ 83 ]        |
| 2004 | 异度传说 二章 善恶的彼岸             | PlayStation 2  | - 日本：南梦宫 - 北美：南梦宫 |               |
| 2004 | 异度传说 二章 善恶的彼岸             | PlayStation 2  | - 欧洲：索尼电脑娱乐          |               |
| 2004 | 异度传说 吹笛手                      | 移动设备       | 南梦宫                        | [ 29 ] [ 30 ] |
| 2005 | 南夢宮X卡普空                        | PlayStation 2  | 南梦宫                        |               |
| 2006 | 霸天开拓史II 创始之翼与诸神之子      | 任天堂GameCube | 任天堂                        | [ 39 ]        |
| 2006 | 异度传说I·II                         | 任天堂DS       | 南梦宫                        | [ 30 ]        |
| 2006 | 异度传说 三章 查拉图斯特拉如是说     | PlayStation 2  | 万代南梦宫游戏                |               |
| 2008 | 灵光守护者                           | 任天堂DS       | 任天堂                        |               |
| 2008 | 無限邊疆 超級機器人大戰OG SAGA       | 任天堂DS       | - 日本：万代南梦宫游戏        | [ 48 ]        |
| 2008 | 無限邊疆 超級機器人大戰OG SAGA       | 任天堂DS       | - 北美：Atlus                 | [ 48 ]        |
| 2008 | 天灾 危机之日                        | Wii            | 任天堂                        |               |
| 2009 | 龙珠改 赛亚人来袭                    | 任天堂DS       | 万代南梦宫游戏                |               |
| 2010 | 無限邊疆EXCEED 超級機器人大戰OG SAGA | 任天堂DS       | 万代南梦宫游戏                |               |
| 2010 | 異度神劍                             | Wii            | 任天堂                        |               |
| 2012 | 穿越领域计划                         | 任天堂3DS      | 万代南梦宫游戏                | [ 62 ]        |
| 2015 | 异度神剑X                            | Wii U          | 任天堂                        |               |
| 2015 | 穿越领域计划2 勇敢新世界             | 任天堂3DS      | 万代南梦宫娱乐                |               |
| 2017 | 异度神剑2                            | 任天堂Switch   | 任天堂                        |               |
| 2018 | 異度神劍2 黃金之國伊拉               | 任天堂Switch   | 任天堂                        | [ 72 ]        |
| 2020 | 异度神剑 终极版                      | 任天堂Switch   | 任天堂                        |               |
| 2022 | 異度神劍3                            | 任天堂Switch   | 任天堂                        |               |
| 2023 | 異度神劍3 嶄新的未來                 | 任天堂Switch   | 任天堂                        |               |
| 2025 | 异度神剑X 终极版                     | 任天堂Switch   | 任天堂                        |               |

### 协作开发作品
| 年份 | 游戏名称                   | 发售平台       | 发行商           | 备注                                         | 参考                 |
| ---- | -------------------------- | -------------- | ---------------- | -------------------------------------------- | -------------------- |
| 2006 | 地獄犬的輓歌 -最終幻想VII- | PlayStation 2  | 史克威尔艾尼克斯 | 游戏背景绘制                                 | [ 82 ] [ 84 ] [ 34 ] |
| 2008 | 任天堂明星大亂鬥X          | Wii            | 任天堂           | 本根康之负责冒险模式「亚空的使者」的地图设计 | [ 85 ]               |
| 2011 | 薩爾達傳說 禦天之劍        | Wii            | 任天堂           | Monolith Soft东京                            | [ 86 ]               |
| 2012 | 来吧！动物森友会           | 任天堂3DS      | 任天堂           | Monolith Soft京都                            |                      |
| 2013 | 皮克敏3                    | Wii U          | 任天堂           | Monolith Soft京都                            | [ 87 ]               |
| 2013 | 塞尔达传说 众神的三角力量2 | 任天堂3DS      | 任天堂           | Monolith Soft京都                            |                      |
| 2015 | 斯普拉遁                   | Wii U          | 任天堂           | Monolith Soft京都                            |                      |
| 2015 | 动物森友会 快乐之家设计师  | 任天堂3DS      | 任天堂           | Monolith Soft京都                            |                      |
| 2017 | 薩爾達傳說 曠野之息        | 任天堂Switch   | 任天堂           | Monolith Soft东京第二制作组                  | [ 59 ]               |
| 2017 | 薩爾達傳說 曠野之息        | Wii U          | 任天堂           | Monolith Soft东京第二制作组                  |                      |
| 2017 | 斯普拉遁2                  | 任天堂Switch   | 任天堂           | Monolith Soft京都                            | [ 60 ]               |
| 2020 | 集合啦！動物森友會         | 任天堂Switch   | 任天堂           | Monolith Soft京都                            | [ 60 ]               |
| 2022 | 斯普拉遁3                  | 任天堂Switch   | 任天堂           | Monolith Soft京都                            | [ 60 ]               |
| 2023 | 薩爾達傳說 王國之淚        | 任天堂Switch   | 任天堂           | Monolith Soft东京第二制作组                  |                      |
| 2025 | 瑪利歐賽車世界             | 任天堂Switch 2 | 任天堂           | Monolith Soft京都                            |                      |

## 理念
自公司开设以来，高桥和杉浦希望营造自由创作氛围、招募新鲜血液，来让游戏跳脱同类作品的传统框架。公司早期目标是激励年轻开发者，让他们能在由35岁以上者主导的业界中崭露头角。在此理念下，年轻员工得以参与异度传说系列创作。小岛认为提出有趣理念的年轻开发者更受公司欢迎。杉浦称，南梦宫时期Monolith Soth的焦点是创意。他们希望在创意和财报间取得平衡，不要让预算问题扼杀员工的创意火花。员工稻叶道彦在2012年谈论Wii U新作时称，公司想证明日本能产出跟上西方市场的大作，并希望Monolith Soft成为日本的贝塞斯达软件。
对于加入任天堂，杉浦称虽然仅为一家主机开发很有不确定感，但任天堂「只用这些时间和人力为一款主机开发游戏」的理念值得认同。任天堂严格的品控也是一项挑战，这种挑战也影响了公司对品质的关注意识。高桥称开发《异度神剑》和《异度神剑X》时，用有限的硬件来呈现地图环境是团队的自我施压。Monolith Soft的规模和目标往往取决于高桥的动力和雄心。虽然主要开发日式角色扮演游戏，但公司旨在为全球玩家制作角色扮演游戏。
Monolith Soft会应项目方向而自由分配员工，而不是定死开发架构。和完全内部开发相比，Monolith Soft亦倾向和其他公司合作交流。高桥在2012年的采访中称，进入Monolith Soft不但要对游戏有激情，还要对各方面知识有涉猎。虽然游戏业者以男性为主，但Monolith Soft的女性开发者占四分之一，明显高于业界常规。

## 備註
1. 1 2  与tri-Crescendo合作开发。
2. ↑  与Namco Mobile合作开发。
3. 1 2  与Tom Create合作开发。
4. 1 2 3  与Banpresto合作开发。
5. ↑  为Square Enix协助开发。
6. ↑  为任天堂组建的《任天堂明星大亂鬥X》开发团队协助开发。
7. 1 2 3 4 5 6  为任天堂情報開發本部协助开发。
8. 1 2 3 4 5 6  为任天堂企划制作本部协助开发。